# Vajne, Teplîk
Vajne (în ucraineană Важне) este un sat în comuna Stepanivka din raionul Teplîk, regiunea Vinnița, Ucraina.

## Demografie
Componența lingvistică a localității Vajne
     Ucraineană (98,1%)
     Rusă (1,67%)
     Alte limbi (0,24%)
Conform recensământului din 2001, majoritatea populației localității Vajne era vorbitoare de ucraineană (98,1%), existând în minoritate și vorbitori de rusă (1,67%).